# .300 윈체스터 매그넘

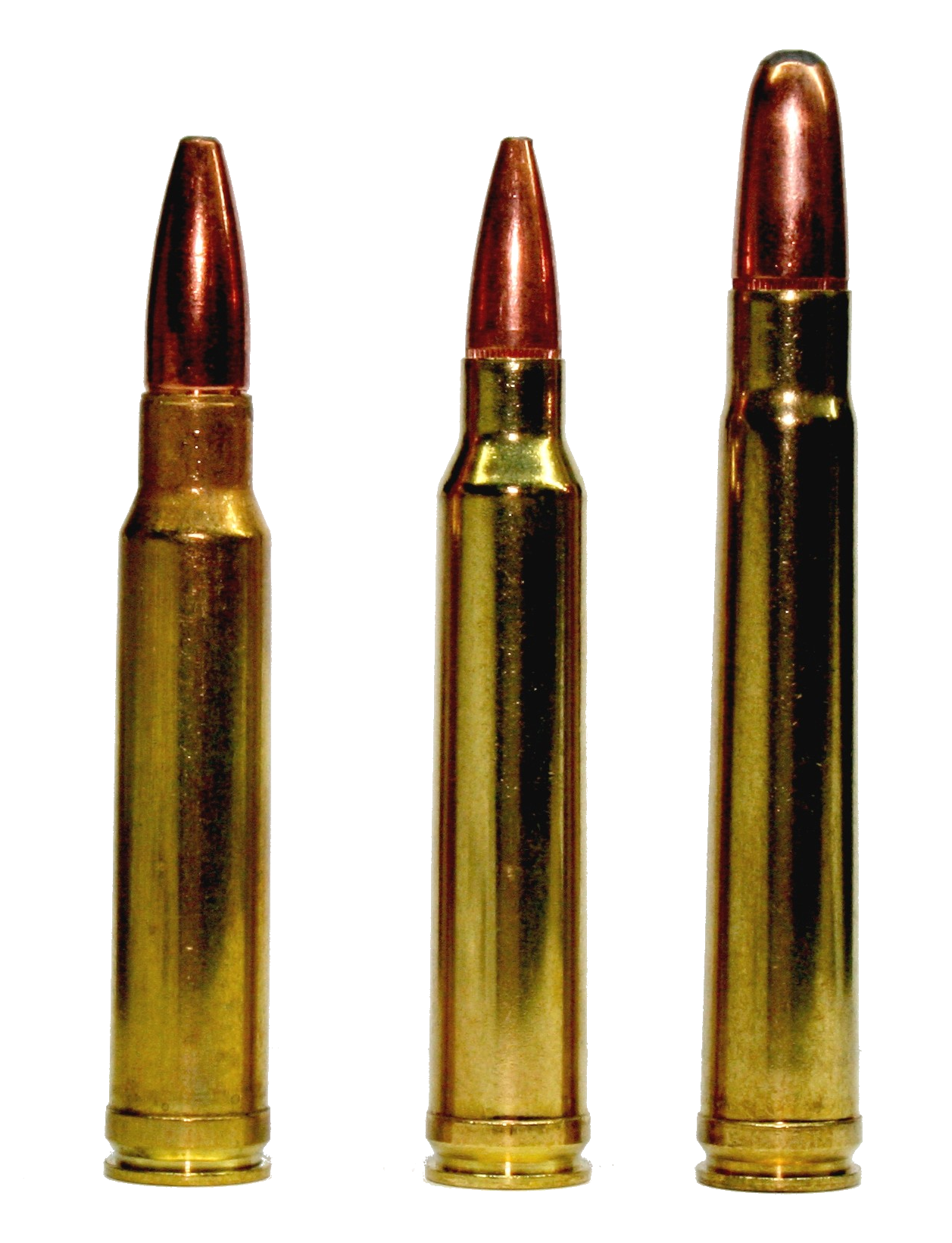
.300 윈체스터 매그넘

.300 윈체스터 매그넘( .300 Win Mag 또는 300WM로 알려져 있다.)은 처음부터 저격용으로 제작된 저격탄종으로, 크기는 7.62x67mm이다.

## 같이 보기
- .30-06 스프링필드
- 미군의 공용화기 목록